# Lagos (Bundesstaat)

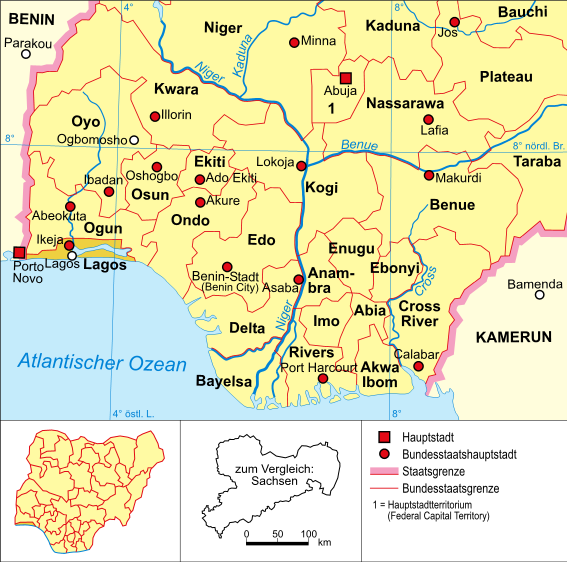
Lage von Lagos in Nigeria

Lagos (Yoruba: Ìpínlẹ̀ Èkó) ist ein Bundesstaat des westafrikanischen Landes Nigeria mit der Hauptstadt Ikeja. Die größte Stadt des Bundesstaates ist Lagos mit 14.370.000 Einwohnern (2020).

## Geografie
Der Bundesstaat liegt im Südwesten des Landes und grenzt im Norden und Osten an den Bundesstaat Ogun, im Westen an Benin und im Süden an den Atlantik.

## Geschichte
Der Bundesstaat wurde am 27. Mai 1967 gebildet. Erster Gouverneur war zwischen 28. Mai 1967 und Juli 1975 Mobolaji Ohofunso Johnson.
Gegenwärtiger Gouverneur ist 2019 Babajide Sanwo-Olu.

### Bevölkerungsentwicklung
| Jahr         | Einwohnerzahl |
| ------------ | ------------- |
| Zensus 1991  | 5.725.116     |
| Zensus 2006  | 9.113.605     |
| Schätz. 2016 | 12.550.600    |

## Gouverneure und Administratoren
- Mobolaji Johnson (Gouverneur 1968–1975)
- Adekunle Lawal (Gouverneur 1975–1977)
- Ndubuisi Kanu (Gouverneur 1977–1978)
- Ebitu Ukiwe (Gouverneur 1978–1979)
- Lateef Jakande (Gouverneur 1979–1983)
- Gbolahan Mudashiru (Gouverneur 1984–1986)
- Michael Akhigbe (Gouverneur 1986–1988)
- Raji Rasaki (Gouverneur 1988–1992)
- Michael Otedola (Gouverneur 1992–1993)
- Olagunsoye Oyinlola (Administrator 1993–1996)
- Mohammed Marwa (Administrator 1996–1999)
- Bola Tinubu (Gouverneur 1999–2007)
- Babatunde Fashola (Gouverneur 2007–2015)
- Akinwunmi Ambode (Gouverneur 2015–2019)
- Babajide Sanwo-Olu (Gouverneur 2019–)

## Verwaltung
Der Staat gliedert sich in fünf Divisions (Badagry, Epe, Ikeja, Ikorodu und Lagos) sowie in 20 Local Government Areas. (Agege, Ajeromi-Ifelodun, Alimosho, Amuwo Odofin, Apapa, Badagry, Epe, Eti-Osa, Ibeju-Lekki, Ifako-Ijaye, Ikeja, Ikorodo, Kosofe, Lagos Island, Lagos Mainland, Mushin, Ojo, Oshodi-Isolo, Shomolu und Surulere).

## Wirtschaft
Der Bundesstaat ist das Wirtschaftszentrum des Landes und beherbergt über 2000 Industrien. 65 Prozent der Handelsaktivitäten von Nigeria entfallen auf den Staat. Die beiden größten Seehäfen des Landes, Apapa und Tin-Can, liegen im Bundesstaat Lagos.
Der Bundesstaat erreicht für das Jahr 2019 einen Index der menschlichen Entwicklung von 0,686 und weist damit eine mittlere menschliche Entwicklung auf. Unter den 37 Verwaltungseinheiten Nigerias belegt er damit den ersten Platz.